# Campeonato Mundial Universitario de Fútbol Americano FISU
El Campeonato Mundial Universitario de Fútbol Americano, también conocido como WUC Football, fue un torneo internacional de futbol americano organizado por la FISU, es la principal competencia de fútbol americano universitario, a nivel selecciones.
Esta competencia deportiva se realizaba cada dos años desde 2014, con la excepción del 2020, que se suspendió debido a la pandemia de enfermedad por coronavirus. El torneo contaba con una sede otorgada por la FISU en anticipación, se celebró en tres ocasiones en la que participaron 5 equipos durante un periodo de 10 días. El torneo se realizó en formato round-robín, donde todos juegan contra todos y el que termine primero de la tabla general se proclama campeón.
La Selección de México es tricampeón del torneo y se mantiene invicta, siendo el único campeón del torneo.

## Historia
El 9 de marzo de 2013 la FISU hace oficial la incorporación del fútbol americano a su programa deportivo, gracias a la asociación realizada por la IFAF para promover el deporte a nivel mundial.
Dentro de la junta realizada se presentaron a los 64 miembros de la IFAF donde buscan hacer crecer el futbol americano realizando competencias internacionales a nivel universitario. En la misma junta se da a conocer que la I edición del Campeonato Mundial Universitario de Fútbol Americano para hombres y mujeres sería realizado por la Federación Universitaria Deportiva de Suecia. Anunciándola como la primera sede del torneo.
El 6 de abril de 2013 se juega el primer partido universitario internacional de manera oficial, donde la selección de Suecia se midió ante sus similares del Reino Unido. El partido se jugó como una prueba para la I edición del WUC Football, donde asistieron 600 personas. La selección inglesa se impuso 41-21, dando un próspero inicio a la competencia.

### El primer Mundial Universitario
El WUC Football 2014 fue la I edición del Campeonato Mundial Universitario de Fútbol Americano FISU, teniendo como sede la ciudad de Uppsala, Suecia. Varios países fueron invitados a participar (Estados Unidos, Finlandia, China, Japón, México) junto al país anfitrión Suecia. Donde los 6 equipos se dividirían en dos grupos, para después tener partidos para los podios.
Finalmente Estados Unidos fue la única selección que no pudo participar, el torneo cambió a un formato round-robín, donde todos los equipos se enfrentaron entre sí. Los 10 partidos se realizaron en el estadio Österängen.
En esa edición las selección de Japón y México llegaron al último partido de manera invicta donde se enfrentaron para coronar al primer campeón de la competencia. Fue un partido muy complicado para ambas selecciones, donde se decidió hasta el último cuarto del partido, donde Alberto López anotó con un acarreo para darle la ventaja a la selección Mexicana de 14-6 con 1:30 restantes. La selección nipona logró mover el ovoide a zona roja y anotó un touchdawn por vía área de 21 yardas por Yuchiro en la última jugada del partido, sin embargo el árbitro decretó que el receptor estaba fuera del campo al realizar la recepción. De esta manera México logró coronarse el primer campeón del torneo.

### El tricampeonato Azteca
Por tres ediciones consecutivas, la selección mexicana se ha coronado en el Campeonato Mundial Universitario de Futbol Americano. Asimismo, han logrado quedar invictos en los tres torneos que han participado. Corea del Sur, China, Japón, Suecia, Finlandia y Estados Unidos han caído ante la escuadra Azteca. 
En el 2016 fueron anfitriones de la II edición del torneo, donde se midieron por primera vez ante los Estados Unidos, que eran los favoritos al triunfo, el equipo de las Barras y las Estrellas inició ganando el partido 7-0, sin embargo los mexicanos se impusieron con una contundente victoria de 35-7 donde los Estados Unidos dieron respuesta alguna. De esta manera México se convirtió en el primer bicampeón del torneo y primer campeón anfitrión.
Los tres títulos de la FISU donde la selección mexicana ha sido campeona son: Uppsala 2014, Monterrey 2016 y Harbin 2018.

### Cancelación del WUC 2020 y cambio de formato
Inicialmente, el WUC football 2020 se disputaría en Székesfehérvár, Hungría. Debido a la pandemia por enfermedad de coronavirus y la imposibilidad de cambiar la fecha, el 26 de abril de 2020 la FISU decidió cancelar el evento para dar inicio al siguiente torneo.
En agosto del 2019 el comité de la FISU anunció un nuevo formato Copa Mundial que reemplazará a partir del 2022 al Campeonato Mundial y se jugará con equipos de universidades en lugar de selecciones nacionales.

## Resultados y estadísticas

### Campeonatos
| Año           | Sede                    |                                           | Campeón                                   | Segundo lugar                             | Tercer lugar |
| 2014 Detalles | Uppsala, Suecia         | México                                    | Japón                                     | Suecia                                    |              |
| 2016 Detalles | Monterrey, México       | México                                    | Estados Unidos                            | Japón                                     |              |
| 2018 Detalles | Harbin, China           | México                                    | Estados Unidos                            | Japón                                     |              |
| 2020 Detalles | Székesfehérvár, Hungría | No celebrada por pandemia de coronavirus. | No celebrada por pandemia de coronavirus. | No celebrada por pandemia de coronavirus. |              |

### Equipos
| Equipo         | 2014 5 | 2016 5 | 2018 5 |
| -------------- | ------ | ------ | ------ |
| México         | 1º     | 1º     | 1º     |
| Estados Unidos | -      | 2º     | 2º     |
| Japón          | 2º     | 3º     | 3º     |
| Suecia         | 3º     | -      | -      |
| Finlandia      | 4º     | -      | -      |
| Corea del Sur  | -      | -      | 4º     |
| China          | 5º     | 4º     | 5º     |
| Guatemala      | -      | 5º     | -      |

### Tabla Histórica
| Pos. | Selección      | JJ | JG | JP | PF  | PC  |
| ---- | -------------- | -- | -- | -- | --- | --- |
| 1    | México         | 12 | 12 | 0  | 580 | 36  |
| 2    | Estados Unidos | 8  | 6  | 2  | 352 | 72  |
| 3    | Japón          | 12 | 9  | 3  | 476 | 153 |
| 4    | Suecia         | 4  | 2  | 2  | 69  | 125 |
| 5    | Finlandia      | 4  | 1  | 3  | 53  | 125 |
| 6    | Corea del Sur  | 4  | 1  | 3  | 42  | 175 |
| 7    | China          | 12 | 1  | 11 | 3   | 649 |
| 8    | Guatemala      | 4  | 0  | 4  | 0   | 199 |

### Palmarés
| Posición | Equipo         | Campeón              | Segundo lugar  | Tercer lugar   |
| -------- | -------------- | -------------------- | -------------- | -------------- |
| 1º       | México         | 3 (2014, 2016, 2018) | -              | -              |
| 2º       | Estados Unidos | -                    | 2 (2016, 2018) | -              |
| 3º       | Japón          | -                    | 1 (2014)       | 2 (2016, 2018) |
| 4º       | Suecia         | -                    | -              | 1 (2014)       |

## Premios
Durante la competencia se entregan varios premios de acuerdo a la participación de los equipos y los jugadores a lo largo del torneo. El mejor premio se otorga al equipo que se corona campeón, los cuales se les da una medalla de primer lugar a cada jugador, así como el trofeo de campeón del mundo. 

### Jugador Más Valioso
Al final de cada partido se otorga un reconocimiento del MVP o jugador más valioso del partido, este premio se le da al jugador que tuvo un mayor rendimiento en el partido y se decide un jugador de cada equipo por partido. Sin embargo el premio MVP más importante se da la final de la competencia, ya que a lo largo del torneo se analizan las capacidades de cada jugador para otorgar el reconocimiento al mejor jugador ofensivo y defensivo de la competencia.
| Edición        | MVP                                                       |
| -------------- | --------------------------------------------------------- |
| Uppsala 2014   | Alejandro García Blancas, QB Mauricio Salazar Cavazos, LB |
| Monterrey 2016 | Fernando Mejía, RB Donovan Morris, DB                     |
| Harbin 2018    | Máximo González, LB                                       |